# Peter Zinner
Peter Zinner (ur. 24 lipca 1919 w Wiedniu, zm. 13 listopada 2007 w Santa Monica) – amerykański montażysta filmowy pochodzenia austriacko-żydowskiego.

## Życiorys
Urodził się w Wiedniu w rodzinie żydowskiej. W młodości uczył się gry na pianinie. Po Anschlussie Austrii wraz z rodzicami wyemigrował z kraju – początkowo w 1938 rodzina trafiła do Filipin. W 1940 osiedlił się w Los Angeles, gdzie marzył o karierze w branży filmowej, pracując dorywczo jako taksówkarz i taper podczas projekcji niemych filmów.
W 1943 został zatrudniony jako asystent montażysty w wytwórni filmowej 20th Century Fox. W latach 1947–1949 był asystentem montażysty efektów dźwiękowych w wytwórni Universal, a od 1949 do 1960 zajmował się montowaniem muzyki dla studia MGM.
Samodzielnym montażystą został w drugiej połowie lat 60. dzięki reżyserowi Richardowi Brooksowi, który powierzył mu pracę nad Zawodowcami (1966) i Z zimną krwią (1967). Wkrótce Zinner zasłynął jako montażysta legendarnych filmów Francisa Forda Coppoli Ojciec chrzestny (1972) i Ojciec chrzestny II (1974). Niedługo później zdobył Oscara za najlepszy montaż do Łowcy jeleni (1978) Michaela Cimino.
Zinner pracował przy montażu około 40 tytułów filmowych, wśród których były m.in. Czerwony namiot (1969), Urocza Lili (1970), Szalony Joe (1974), Narodziny gwiazdy (1976) czy Oficer i dżentelmen (1982). W wieku 60 lat wyreżyserował swój jedyny film - Salamandra (1981) była nakręconym we Włoszech politycznym thrillerem z gwiazdorską obsadą (Franco Nero, Anthony Quinn, Claudia Cardinale).
Zmarł w Saint John's Health Center w Santa Monica w wieku 88 lat. Przyczyną zgonu były komplikacje związane z chłoniakiem nieziarniczym - chorobą, z którą walczył przez ostatnie pięć lat życia.